# 陳健星
陳 健星（チャン・キンセン、拼音：Chan Kin Seng、1985年3月19日 - ）は、マカオ出身のサッカー選手。マカオサッカーリーグファーストディビジョン・恒勢体育会所属。ポジションはフォワード。
2006年よりサッカーマカオ代表に選ばれ、同年のAFCチャレンジカップとポルトガル語圏競技大会に出場。2010 FIFAワールドカップ・アジア1次予選ではタイ戦にて合計2-13で敗退したものの2得点を決めた。